# Садлерсвілл (Меріленд)
Садлерсвілл (англ. Sudlersville) — місто (англ. town) в США, в окрузі Графство королеви Анни штату Меріленд. Населення — 507 осіб (2020).

## Географія
Садлерсвілл розташований за координатами 39°11′3″ пн. ш. 75°51′20″ зх. д. / 39.18417° пн. ш. 75.85556° зх. д. (39.184073, -75.855521).  За даними Бюро перепису населення США в 2010 році місто мало площу 2,43 км², уся площа — суходіл. В 2017 році площа становила 3,94 км², уся площа — суходіл.

## Демографія
Згідно з переписом 2010 року, у місті мешкало 497 осіб у 211 домогосподарстві у складі 119 родин. Густота населення становила 205 осіб/км².  Було 244 помешкання (101/км²).
Расовий склад населення:
| - 82,9 % — білих - 6,8 % — чорних або афроамериканців - 0,2 % — корінних американців - 0,2 % — азіатів - 4,8 % — осіб інших рас |

До двох чи більше рас належало 5,0 %. Частка іспаномовних становила 7,4 % від усіх жителів.
За віковим діапазоном населення розподілялося таким чином: 22,7 % — особи молодші 18 років, 55,4 % — особи у віці 18—64 років, 21,9 % — особи у віці 65 років та старші. Медіана віку мешканця становила 40,8 року. На 100 осіб жіночої статі у місті припадало 87,5 чоловіків;  на 100 жінок у віці від 18 років та старших — 83,7 чоловіків також старших 18 років.
Середній дохід на одне домашнє господарство  становив 56 744 долари США (медіана — 35 625), а середній дохід на одну сім'ю — 78 579 доларів (медіана — 72 500). За межею бідності перебувало 10,8 % осіб, у тому числі 5,9 % дітей у віці до 18 років та 8,1 % осіб у віці 65 років та старших.
Цивільне працевлаштоване населення становило 227 осіб. Основні галузі зайнятості: освіта, охорона здоров'я та соціальна допомога — 22,0 %, публічна адміністрація — 15,4 %, роздрібна торгівля — 13,2 %.